# Macksville (Kansas)
Pour les articles homonymes, voir Macksville.
Macksville est une ville américaine située dans le comté de Stafford, au Kansas. Selon le recensement de 2020, sa population est de 471 habitants.